# Monte Cammarata
Il monte Cammarata (1.578 m s.l.m.) è una montagna del libero consorzio comunale di Agrigento, in Sicilia e segna il punto più alto della provincia di Agrigento. Il monte è sito nei comuni di Cammarata e San Giovanni Gemini.

## Nome
Attestato dal I secolo come Gemellos Colles, la sua etimologia deriva dalla conformazione orografica a duplice vetta in relazione a quella del vicino Monte Gemini (1.397 m).

## Descrizione
La cima del monte è raggiungibile per mezzo di una strada di circa 16 km, innestandosi nella strada provinciale che collega i centri abitati di Cammarata e Santo Stefano Quisquina. Grazie alla sua forma piramidale e posizione orografica in cui si trova la montagna, in cima sono stati costruiti dei ripetitori TV che trasmettono in varie province della regione.
Dalla vetta, nelle giornate limpide, a est è visibile la cima dell'Etna (3.357 m), i Monti Erei e la collina centrale dell'isola da Enna fino a Caltanissetta, mentre a nord-est si scorge il gruppo montuoso delle Madonie e dei Nebrodi, a nord il Monte San Calogero (1.326 m) e uno scorcio del Mar Tirreno, più a ovest la Rocca Busambra (1.613 m) fino ai monti di Palermo e i monti del trapanese e a sud-ovest la catena dei Sicani tra cui il Monte delle Rose (1.436 m) e le coste del Mar Mediterraneo.

### Clima
Il clima sulla vetta, durante la primavera e l'estate, è di tipo mediterraneo. La temperatura media è circa 15-17 gradi. I mesi più caldi sono quelli estivi, con temperature che, in giornate particolarmente afose possono superare i 30 gradi, mentre i più freddi sono gennaio e febbraio, con temperature medie di 8-9 gradi, talvolta scendendo oltre lo 0, durante i periodi piovosi e nelle nevicate. La piovosità media è di 863 millimetri all'anno. Il mese più piovoso è febbraio, con 133 millimetri di pioggia, mentre il più secco è giugno, con 9 millimetri.